# مارغريت من كليفز، كونتيسة مارك
مارغريت من كليفه (حوالي.1310 - بعد.1348)؛ كانت زوجة أدولف الثاني، كونت مارك؛ هي ابنة ديتريش الثامن، كونت كليفه ومارغريت من خيلدرز ابنة رينو الأول، كونت خيلدرز.
في 15 مارس 1332 تزوجت من أدولف الثاني، وفي 1333 أصدر والدها قانون الميراث؛ في حال وفاته الكونتية تنقل إلى مارغريت وأخواتها، عارض عمها الأصغر يوهان القرار بشدة، وفي 1338 تم إلغاء القرار.
توفي زوجها أدولف الثاني في 1346 وخلفه ابنهما البكر إنغلبرت الثالث، كونت مارك، وبعد وفاة والدها ديتريش الثامن في 7 يوليو 1347؛ حاولت مارغريت مع أبنائها إنغلبرت الثالث وأدولف الثالث تأمين أراضي كليفز بحيث كانوا مدعومة من قبل ابن خالها رينو الثالث، كونت خيلدرز، ومع ذلك أصبح عمها يوهان الحاكم.
يوهان توفي في 1368، خلفه ابنها الثاني أدولف، وفي أواخر القرن الرابع عشر تم لم شمل بين كليفز ومارك.

## الأبناء
كان لـ مارغريت وأدولف سبعة أبناء:-
1. إنغلبرت الثالث، كونت مارك (28 فبراير 1333 - 22 ديسمبر 1391).
2. أدولف الثالث، كونت مارك وكليفز (1334 - 7 سبتمبر 1394)؛ وأيضا الأمير الأسقف مونستر، ورئيس أساقفة كولونيا لفترة وجيزة.
3. ديتريش (1336 - 25 مايو 1406) أسقف لييج، ولكن استقال في وقت لاحق.
4. إبرهارد (1341 - بعد.1360)؛ كاهن في مونستر.
5. مارغريت (توفيت في 12 سبتمبر 1490)؛ تزوجت من يوهان الأول، كونت ناساو-ديلنبورغ.
6. ميكتيلد (بعد 18 أكتوبر 1390)؛ تزوجت من إبرهارد دي إسنبورغ-غرينزاو.
7. إليزابيث؛ تزوجت من غومبرشت دي هيبندورف.